# Adam Tensta
Adam Momodou Eriksson Taal (Tensta, 1º agosto 1983) è un rapper svedese.

## Biografia
Nato a Tensta, Adam Tensta ha goduto di successo ed acclamazione sin dagli esordi: il suo singolo di debutto My Cool ha conquistato la 6ª posizione della Sverigetopplistan ed è stato incluso nel suo primo album in studio It's a Tensta Thing, che si è posizionato al 45º posto della classifica svedese e che è stato premiato con un Grammis alla miglior pubblicazione dance/hip hop/soul del 2008. Otterrà una seconda candidatura per la medesima categoria nel 2012 grazie all'uscita del suo secondo disco, Scared of the Dark, che ha debuttato al 37º posto della classifica nazionale.
Ai Grammis 2016, il suo terzo album in studio The Empty è stato candidato come Album dell'anno.

## Discografia

### Album in studio
- 2007 – It's a Tensta Thing
- 2011 – Scared of the Dark
- 2015 – The Empty

### EP
- 2011 – The Undeniable Tape

### Singoli
- 2007 – My Cool
- 2007 – They Wanna Know
- 2010 – OK Wow
- 2010 – Like a Punk
- 2011 – Scared of the Dark (con Billy Kraven)
- 2013 – Vad ska du bli? (feat. Nebay Males)
- 2015 – This Is War
- 2016 – Svart bäbis